# Андреас Ромберг
Андреас Якоб Ромберг (нім. Andreas Jakob Romberg; 27 квітня 1767 — 10 листопада 1821) — німецький скрипаль і композитор.
Ромберг народився у Фехті у великому герцогстві Ольденбургському. Навчився гри на скрипці у свого батька-музиканта Ґергарда Генріха Ромберга і вперше виступив на публіці у шестирічному віці. Крім гастролей по Європі, Ромберг також приєднався до Мюнстерського придворного оркестру. Віолончеліст і композитор Бернгард Ромберг був його двоюрідним братом.
У 1790 році він приєднався до придворного оркестру принца-курфюрста в Бонні (керував капельмейстером Андреа Лукезі), де познайомився з молодим Бетховеном. У 1793 році він переїхав до Гамбурга через воєнні потрясіння і приєднався до оркестру Гамбурзької опери. Перша опера Ромберга «Der Rabe» відбулася там у 1794 році. Він також створив власну постановку «Месії» (Der Messias).
Після перебування в Парижі Андреас оселився в Гамбурзі, де став центральною фігурою в музичному житті міста. У 1815 році він змінив Луї Шпора на посаді музичного керівника при дворі герцога в Готі, Тюрингія. Там він помер 10 листопада 1821 року.

## Вибрані твори
Серед його композицій:
- Струнні квартети, соч. 1
- Концерт для скрипки № 1 ми ор. 3
- 3 концертні дуети для 2-х скрипок, Op.4
- Симфонія № 1 мі-бемоль ор. 6
- Концерт для скрипки № 2 до оркестру. 8
- Симфонія № 2 ре ор. 22
- Струнний квінтет, Op.23
- 3 струнні квартети, Op.30
- Симфонія C op. 33
- 3 квінтети флейти, соч. 41
- Was bleibet und was schwindet, Op.42
- Концерт для скрипки №3 ре мінор ор. 46
- Концерт для скрипки № 4 соль оп. 50
- Sinfonia alla turca [No. 4] в C ор. 51
- Te Deum Laudamus, Op.55
- 3 концертні дуети для 2-х скрипок, Op.56
- Псалмодія, Op.65
- Dixit Dominus
- 3 сонати для скрипки

## Подальше читання
- Allgemeine Musikalische Zeitung на «Google Books», 1821. У випуску Рохліца від 19 грудня 1821 року (№ 51), стор. 849–856, є значний некролог.